# Dallas Love Field Airport
Dallas Love Field Airport is een vliegveld 10 km ten noordwesten van het centrum van de stad Dallas in de Amerikaanse staat Texas. In 2012 verwerkte de luchthaven 8.137.926 passagiers.
De luchthaven heeft 2 terminals, met in totaal 19 gates.

## Topbestemmingen

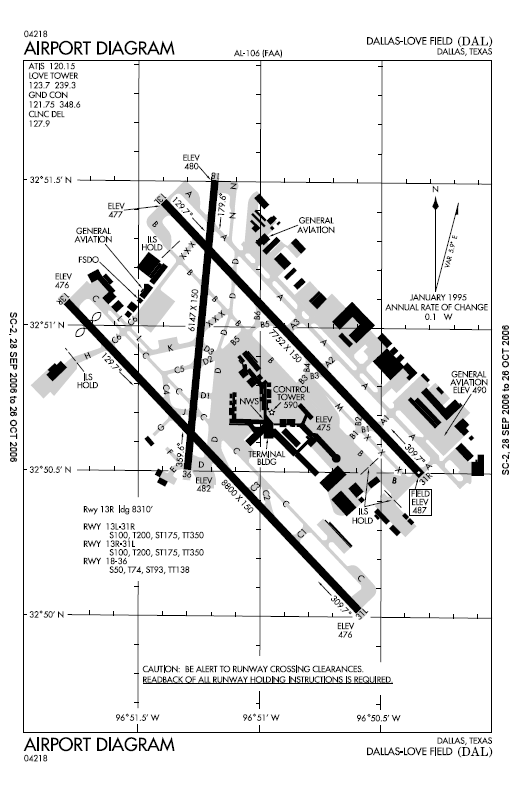
Plattegrond van KDAL

| Plaats | Stad                | Passagiers | Maatschappijen |
| ------ | ------------------- | ---------- | -------------- |
| 1      | Houston (Hobby), TX | 598,000    | Southwest      |
| 2      | San Antonio, TX     | 328,000    | Southwest      |
| 3      | Austin, TX          | 281,000    | Southwest      |
| 4      | Kansas City, MO     | 226,000    | Southwest      |
| 5      | St. Louis, MO       | 221,000    | Southwest      |
| 6      | New Orleans, LA     | 201,000    | Southwest      |
| 7      | Albuquerque, NM     | 181,000    | Southwest      |
| 8      | Lubbock, TX         | 147,000    | Southwest      |
| 9      | Midland, TX         | 144,000    | Southwest      |
| 10     | El Paso, TX         | 132,000    | Southwest      |